# Tyler Hall
Tyler Jordan Hall  (ur. 25 marca 1997 w Rock Island) – amerykański koszykarz występujący na pozycji rzucającego obrońcy, obecnie zawodnik Westchester Knicks.
W 2019 reprezentował Chicago Bulls, a w 2021 New York Knicks podczas rozgrywek letniej ligi NBA.
2 stycznia 2022 powrócił do Westchester Knicks.

## Osiągnięcia
Stan na 15 stycznia 2022, na podstawie, o ile nie zaznaczono inaczej.
NCAA
- Uczestnik turnieju Portsmouth Invitational Tournament (2019)
- MVP turnieju Cancun Challenge Mayan Division (2018)
- Najlepszy pierwszoroczny zawodnik konferencji Big Sky (2016)
- Zaliczony do:
  - I składu:
    - Big Sky (2017, 2019)
    - turnieju:
      - Big Sky (2019)
      - Cancun Challenge Mayan Division (2018)

  - II składu Big Sky (2016)
  - III składu Big Sky (2018)
- Zawodnik tygodnia Big Sky (15.11.2016, 6.12.2016, 5.12.2017, 30.03.2017, 27.02.2017)
- Lider Big Sky:
  - wszech czasów w liczbie celnych:
    - (849) i oddanych (1895) rzutów z gry
    - (431) i oddanych (1077) rzutów za 3 punkty
    - zdobytych punktów (2518)

  - w skuteczności rzutów wolnych (90,6% – 2018)
  - w liczbie celnych (116) i oddanych (308) rzutów za 3 punkty (2019)

Reprezentacja
- Uczestnik kwalifikacji do mistrzostw Ameryki (2020)